# Serž Genzbur
Serž Genzbur (fr. Serge Gainsbourg; Pariz, 2. april 1928 — Pariz, 2. mart 1991) bio je francuski pevač, tekstopisac i filmski režiser.
U medijima se često opisuje kao jedan od najznačajnijih francuskih muzičara, a najpoznatiji hitovi su mu svetski poznate pesme Je t'aime, moi non plus i Bonnie and Clyde.
Genzbur je napisao pesmu Poupée de cire, poupée de son koja je pobedila na Pesmi Evrovizije 1965. u Napulju,  predstavljajući Luksemburg u izvođenju pevačice Frans Gal.
Njegova ćerka je Šarlot Genzbur. Poznat je i kao kontroverzna ličnost i izazivač brojnih skandala,

## Spoljašnje veze
- Serž Genzbur na sajtu  (jezik: engleski)